# Podu Pitarului
Podu Pitarului – wieś w Rumunii, w okręgu Călărași, w gminie Plătărești. W 2011 roku liczyła 525 mieszkańców.